# میکائیل واراندیان
میکائیل واراندیان (ارمنی: Միքայել Վարանդյան؛ انگلیسی: Mikayel Varandian؛ ‏ زاده ۱۸۷۰ – درگذشته ۱۹۳۴) تاریخ‌نگار، فیلسوف و سیاستمدار اهل ارمنستان بود.

## زندگی‌نامه
وی در ۱۸۷۰ در کیاتوک، استان شوشی به دنیا آمد و در دانشگاه ژنو تحصیل نمود جایی که وی کریستاپور میکائلیان و استپان زوریان را ملاقات نمود. از سال ۱۸۹۸ وی یکی از همکاران اصلی مجله «پرچم» (Դրոշակ؛ Droshak) بود. از سال ۱۹۰۷ وی به نمایندگی از فدراسیون انقلابی ارمنی در بین‌الملل دوم با سوسیالیست‌های اروپایی در تماس بود. وارندیان مؤلف جلد اول و دوم اثر پژوهشی «تاریخچه فدراسیون انقلابی ارمنی» می‌باشد. وی در ۱۹۳۴ در سن ۶۴ سالگی در اثر سکته مغزی در مارسی درگذشت.

## نگارخانه

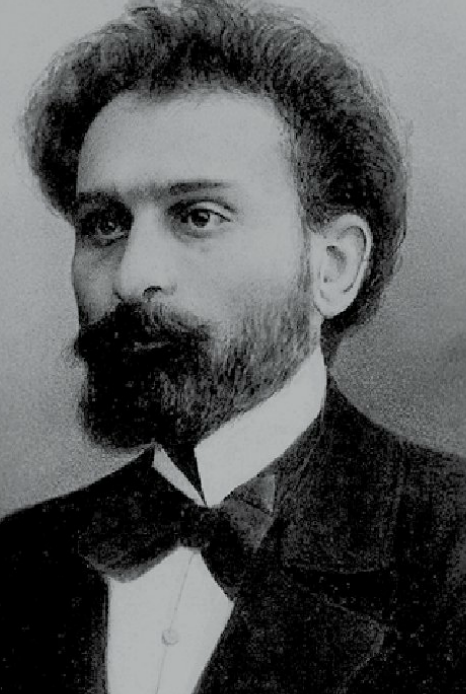

## آثار
- جلد اول و دوم اثر پژوهشی «تاریخچه فدراسیون انقلابی ارمنی»